# Sistema com paragem segura
Um Fail-stop system ou Sistema com paragem segura é o sistema que, na ocorrência de erros, cessa seu funcionamento. É um sistema fail-silent que de alguma forma assinala o seu estado (avariado) para o exterior.
Se o sistema deixa de operar depois da primeira falha fail-silent, a falha é chamada de crash-failure. Uma crash-failure que é conhecida em todo o sistema é chamada de falha fail-stop.